# Daniela Oberholzer
Daniela Oberholzer (* um 1972) ist eine Schweizer Tischtennisspielerin. Sie nahm an mindestens zwei Weltmeisterschaften teil.

## Werdegang
Daniela Oberholzer spielte anfangs beim Verein TTCW Weinfelden. 1986 wurde sie schweizerische Schülermeisterin. Später war wie beim Verein TTC Winterthur aktiv. 2000 gewann sie die Schweizer Meisterschaft im Einzel und im Doppel mit Vera Bazzi.
Oberholzer vertrat die Schweiz bei den Weltmeisterschaften 1995 und 1997, kam dabei aber nie in die Nähe der Medaillenränge. Im August 2001 wurde sie in der Weltrangliste auf Platz 301 geführt.